# Équipe cycliste BTC City Ljubljana
BTC City Ljubljana est une équipe cycliste féminine basée en Slovénie, active entre 2014 et 2023. Elle est dirigée par Gorazd Penko et Maja OVen. Eugenia Bujak en fait notamment partie.
Elle ne doit pas être confondue avec l'équipe féminine BTC City Ljubljana Zhiraf Ambedo.

## Histoire de l'équipe
L'équipe remonte à 2007, mais elle ne devient professionnelle qu'en 2014.
En 2020, elle disparaît pour fusionner avec l'Alé Cipollini et devenir Alé BTC Ljubljana. En 2022 et 2023, elle fait son retour sous le nom de BTC City Ljubljana-Scott. 

## Classements UCI

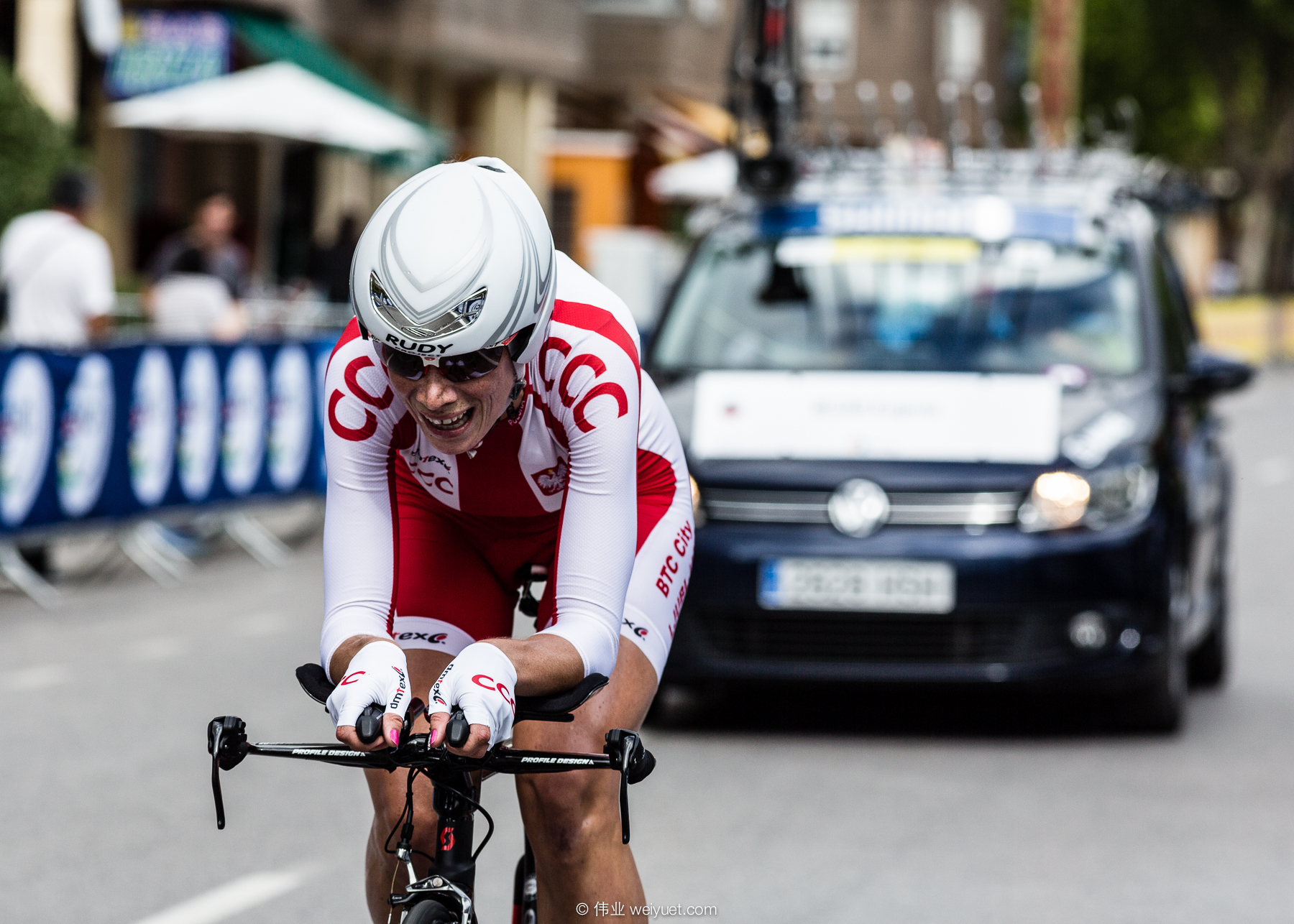
Eugenia Bujak

Ce tableau présente les places de l'équipe BTC City Ljubljana au classement de l'Union cycliste internationale en fin de saison, ainsi que ses meilleures coureuses au classement individuel.
| Classement UCI | Classement UCI         | Classement UCI                              | Classement UCI |
| Année          | Classement par équipes | Meilleure coureuse au classement individuel |                |
| -------------- | ---------------------- | ------------------------------------------- | -------------- |
| 2014           | 16e                    | Eugenia Bujak (39e)                         |                |
| 2015           | 15e                    | Eugenia Bujak (40e)                         |                |
| 2016           | 13e                    | Eugenia Bujak (25e)                         |                |
| 2017           | 9e                     | Eugenia Bujak (17e)                         |                |
| 2018           | 12e                    | Eugenia Bujak (24e)                         |                |
| 2019           | 17e                    | Eugenia Bujak (40e)                         |                |
| 2022           | 49e                    | Nika Bobnar (402e)                          |                |
| 2023           | 36e                    | Urša Pintar (92e)                           |                |
|                |                        |                                             |                |
| Source : UCI   |                        |                                             |                |

L'équipe a intégré la Coupe du monde dès sa création en 2014. Le tableau ci-dessous présente les classements de l'équipe sur ce circuit, ainsi que sa meilleure coureuse au classement individuel.
| Coupe du monde | Coupe du monde         | Coupe du monde                              | Coupe du monde |
| Année          | Classement par équipes | Meilleure coureuse au classement individuel |                |
| -------------- | ---------------------- | ------------------------------------------- | -------------- |
| 2014           | 15e                    | Eugenia Bujak (47e)                         |                |
| 2015           | 11e                    | Eugenia Bujak (29e)                         |                |
|                |                        |                                             |                |
| Source : UCI   |                        |                                             |                |

En 2016, l'UCI World Tour féminin vient remplacer la Coupe du monde.
| UCI World Tour | UCI World Tour         | UCI World Tour                              | UCI World Tour |
| Année          | Classement par équipes | Meilleure coureuse au classement individuel |                |
| -------------- | ---------------------- | ------------------------------------------- | -------------- |
| 2016           | 12e                    | Eugenia Bujak (17e)                         |                |
| 2017           | 11e                    | Eugenia Bujak (29e)                         |                |
| 2018           | 11e                    | Eugenia Bujak (23e)                         |                |
| 2019           | 17e                    | Anastasia Chursina (46e)                    |                |
| 2023           | 33e                    | Nika Bobnar (226e)                          |                |
|                |                        |                                             |                |
| Source : UCI   |                        |                                             |                |

## Principales victoires

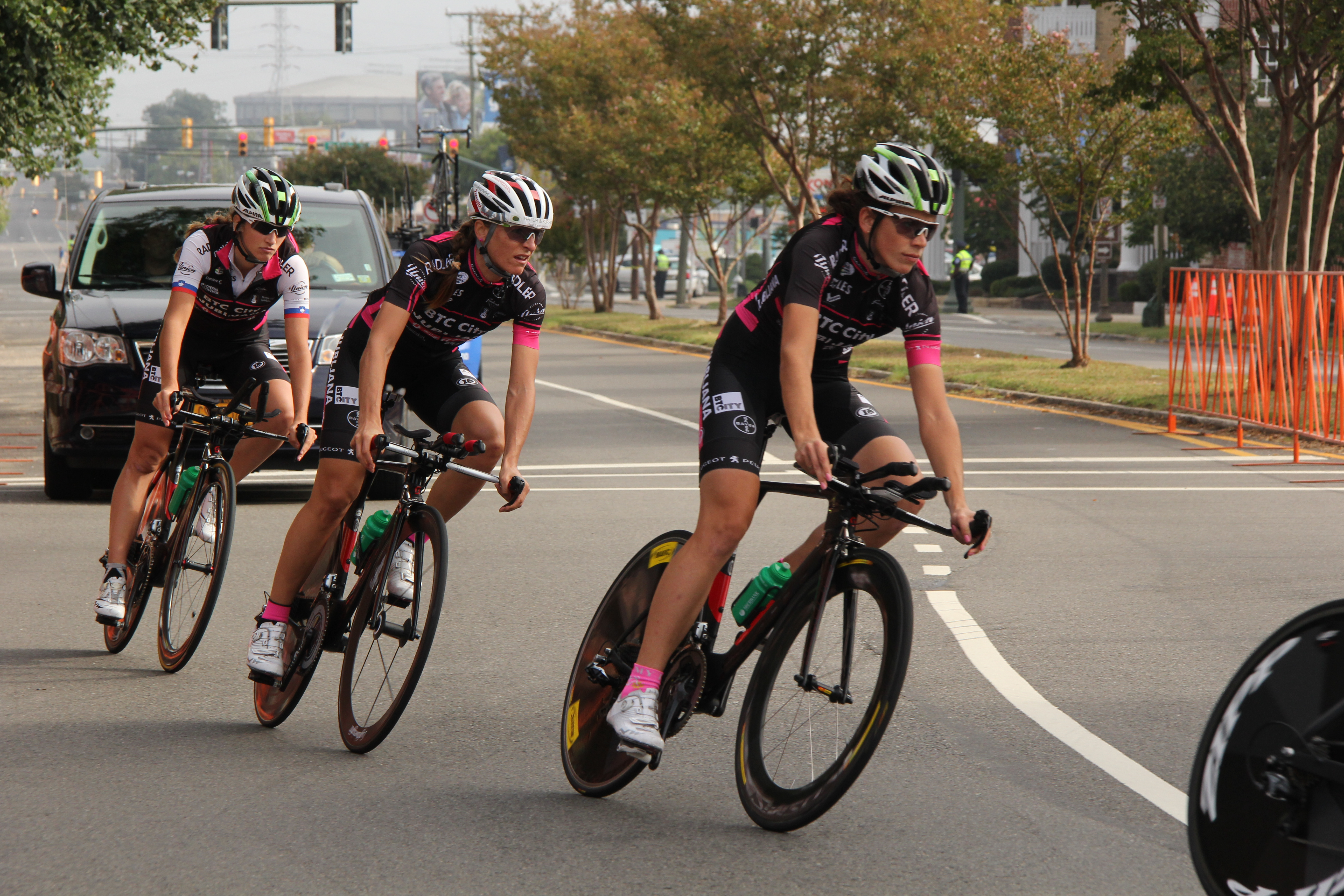
Équipe aux championnats du monde 2015

### Grands tours
- Tour d'Italie féminin
- Participations : 2 (2014, 2015)
  - Victoire d'étape : 0
  - Victoire finale : 0
  - Podium : 0
  - Classement annexe : 0

### Compétitions internationales
Cyclisme sur piste
- Championnats d'Europe : 1
  - Course aux points : 2014 (Eugenia Bujak)

### Championnats nationaux
| Cyclisme sur route - Championnats d'Autriche : 4 - Course en ligne : 2015 (Martina Ritter) - Contre-la-montre : 2014, 2015 et 2016 (Martina Ritter) - Championnats d'Azerbaïdjan : 4 - Course en ligne : 2015 et 2016 (Olena Pavlukhina) - Contre-la-montre : 2015 et 2016 (Olena Pavlukhina) - Championnats de Croatie : 11 - Course en ligne : 2014, 2015, 2016, 2017, 2018 (Mia Radotić) - Contre-la-montre : 2014, 2015, 2016, 2017, 2018, 2019 (Mia Radotić) - Championnats de Pologne : 2 - Contre-la-montre : 2014 et 2015 (Eugenia Bujak) - Championnats de Serbie : 4 - Course en ligne : 2016 et 2017 (Jelena Erić ) - Contre-la-montre : 2016 et 2017 (Jelena Erić ) - Championnats de Slovénie : 12 - Course en ligne : 2014, 2015, 2016, 2017 et 2018 (Polona Batagelj), 2019 (Eugenia Bujak) - Contre-la-montre : 2014 et 2015 (Polona Batagelj), 2016 et 2017 (Urša Pintar ), 2018 et 2019 (Eugenia Bujak) | Cyclo-cross - Championnats de Croatie : 1 - Élites : 2014 (Mia Radotić) - Championnats d'Italie : 1 - Élites : 2015 (Eva Lechner) |

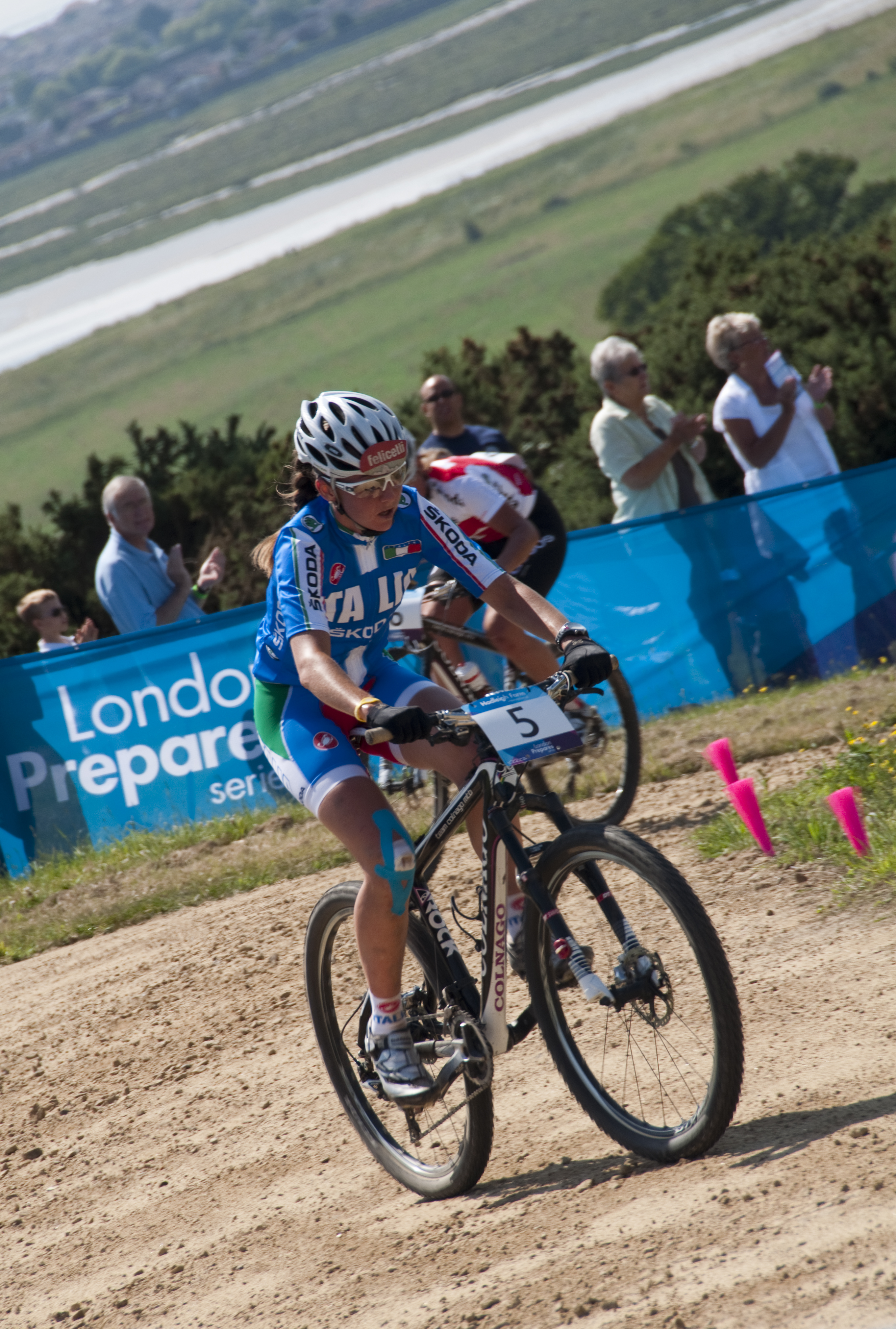
Eva Lechner

## Encadrement
La gérante de l'équipe est Maja OVen. Le directeur sportif est Gorazd Penko. Il est également représentant de l'équipe auprès de l'UCI. Il est assisté de Rado Kocjancic en 2014 puis de Radisa Cubric et Boštjan Kavčnik en 2015. Le site de l'équipe donne Mark Koghee et Martin Krašek comme adjoints tandis que Boštjan Kavčnik est présenté comme étant un mécanicien avec Blaž Klemenčič et Igor Bertoncelj. En 2016, les directeurs sportifs adjoints sont Radisa Cubric, Jure Gasperin, Mark Koghee, Martin Krašek et Luka Zele. En 2017, Mark Koghee et Martin Krašek,.

## Partenaires
Le partenaire principal de l'équipe est BTC city, un centre commercial situé à Ljubljana. Les partenaires secondaires sont en 2015 : Polet O2, Eles, la brasserie Union, Hofer, Bayer, Europlakat, Optika Clarus, Avtotehna, Medex, Lyprinol, Labrex, la fédération slovène de cyclisme, I feel Slovenia, Radenska, Merkur et KMC.
Les vélos sont des Scott Addict, les compteurs sont des  Garmin Edge 510, les casques et lunettes sont fournis par Alpina, les chaussures par Northwave, les patins de frein par Swissstop, les roues par Zipp, les pédales par Look, les pneus par Vittoria, les maillots par Threeface, le reste de l'habillement par Oblak et la nutrition par Zipvit.

## BTC City Ljubljana-Scott en 2022

### Effectif

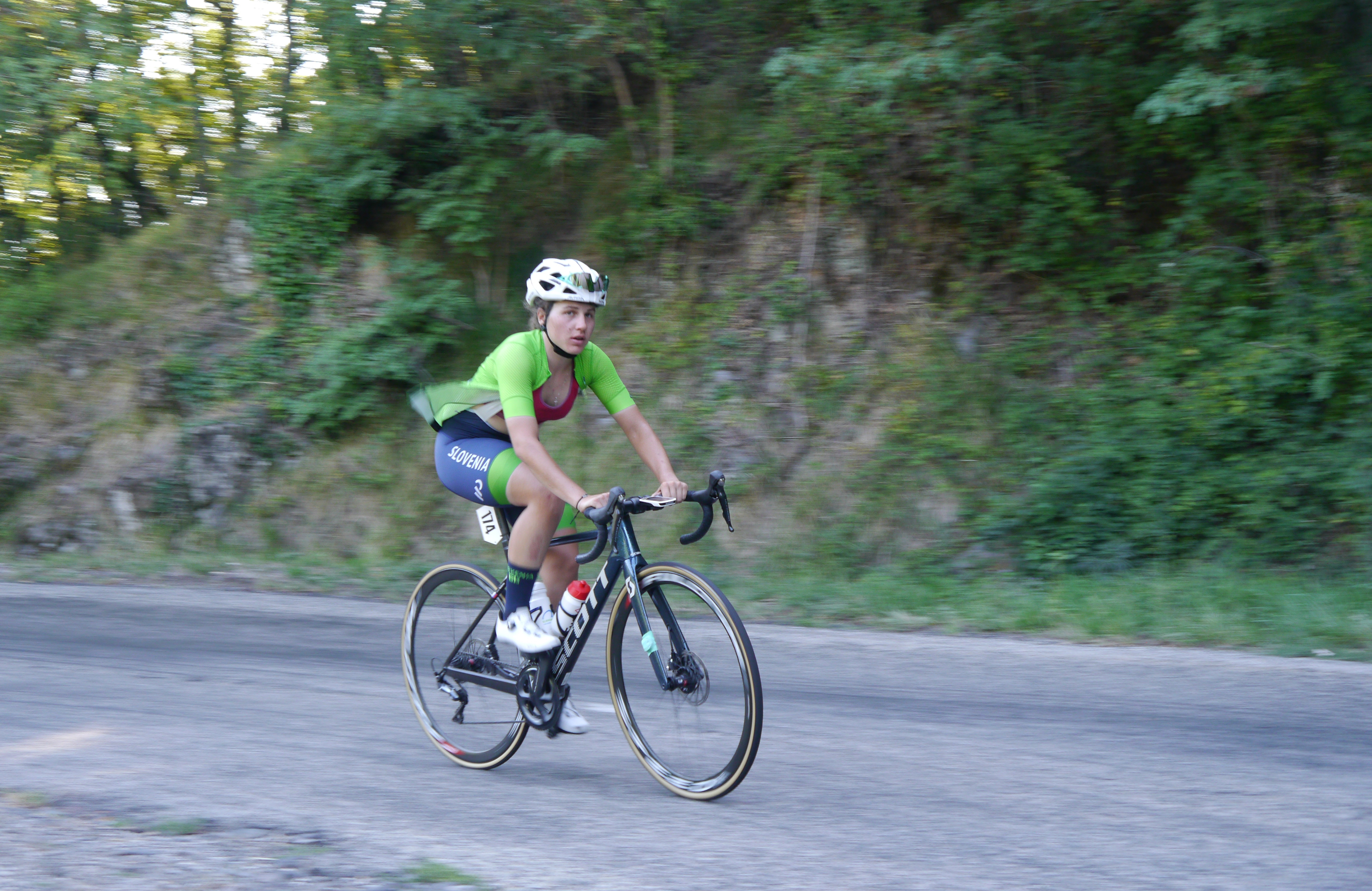
Nika Bobnar, aux couleurs de l'équipe nationale Slovène, lors de l'étape 7 du TCFIA 2022.

| Effectif 2022 | Effectif 2022     | Effectif 2022 | Effectif 2022                  |
| Cycliste      | Date de naissance | Pays          | Équipe précédente              |
| ------------- | ----------------- | ------------- | ------------------------------ |
| Ana Ahačič    | 25 octobre 2002   | Slovénie      |                                |
| Nika Bobnar   | 4 juin 2003       | Slovénie      |                                |
| Urška Bravec  | 14 décembre 1996  | Slovénie      | Alé BTC Ljubljana (2020)       |
| Erika Jesenko | 14 avril 1996     | Slovénie      | Top Girls Fassa Bortolo (2021) |
| Tea Luzaic    | 12 mars 2003      | Croatie       |                                |
| Lara Maretič  | 7 août 2000       | Slovénie      |                                |
| Tajda Mohorič | 29 décembre 2000  | Slovénie      |                                |
| Nina Pugelj   | 14 février 2001   | Slovénie      |                                |
| Lara Rajterič | 28 janvier 2002   | Slovénie      |                                |
| Tjaša Sušnik  | 3 août 2002       | Slovénie      |                                |
| Ema Žibert    | 20 mai 2002       | Slovénie      |                                |
|               |                   |               |                                |
| Source : UCI  |                   |               |                                |

### Victoire
| Victoires | Victoires | Victoires | Victoires | Victoires | Victoires |
| Date      | Course    | Pays      | Classe    | Vainqueur |           |
| --------- | --------- | --------- | --------- | --------- | --------- |

### Classement mondial
| Classement UCI | Classement UCI | Classement UCI | Classement UCI |
| Coureuse       | Coureuse       | Pays           | Points         |
| -------------- | -------------- | -------------- | -------------- |
| 402e           | Nika Bobnar    | Slovénie       | 65 pts         |
| 589e           | Erika Jesenko  | Slovénie       | 35 pts         |
| 731e           | Nina Pugelj    | Slovénie       | 23 pts         |
| 751e           | Tjaša Sušnik   | Slovénie       | 21 pts         |
| 905e           | Lara Maretič   | Slovénie       | 13 pts         |
| 1155e          | Ana Ahačič     | Slovénie       | 3 pts          |